# Mats Hillert
Mats Hillert, né le 28 novembre 1924 à Göteborg (Suède) et mort le 2 novembre 2022, est un chimiste et métallurgiste suédois.

## Biographie
Mats Hillert grandit à Göteborg. Il commence ses études universitaires à l'université de technologie Chalmers, où il obtient en 1947 une licence en génie chimique. Il s'installe ensuite à Stockholm, où il travaille comme chercheur à l'Institut suédois de recherche sur les métaux (en). En 1953, il entreprend des études doctorales en métallurgie physique au MIT, sous la direction de Morris Cohen (en) et avec Carl Wagner comme professeur de thermodynamique, obtenant son doctorat ès sciences en 1956.
Mats Hillert retourne à l'Institut suédois de recherche sur les métaux. En 1959, il est nommé professeur temporaire de métallurgie physique à l'Institut royal de technologie de Stockholm, puis professeur titulaire en 1961, poste auquel, pendant une trentaine d'années, il forme des milliers d'étudiants en science et en ingénierie des matériaux modernes. Après sa retraite, il continue en tant que professeur émérite pendant trente ans de plus.
Mats Hillert a été membre de l'Académie royale des sciences de l'ingénieur de Suède, de l'Académie royale des sciences de Suède, de l'Académie nationale d'ingénierie des États-Unis, d'ASM International et de la Minerals, Metals and Materials Society (en) (TMS).

## Travaux
Mats Hillert a publié de nombreux articles scientifiques, répartis en deux grandes catégories : la thermodynamique et les transitions de phase, notamment des alliages et des céramiques. Son approche informatique a conduit à la méthode CALPHAD (Calculation of Phase Diagrams, « Calcul des diagrammes de phases »), et jeté les bases du logiciel Thermo-Calc.

### Récompenses
Mats Hillert a reçu le prix R. F. Mehl de la TMS (en), la médaille d'or Bakhuis Roozeboom de l'Académie royale des Pays-Bas, la médaille d'or d'Acta Metallurgica (en), la médaille d'or Murakami de l'Institut japonais des métaux, le prix Björkén de l'université d'Uppsala (Suède) et le prix Hume-Rothery de la TMS.